# Campeonato Europeo de Rugby League División C 2011
El Campeonato Europeo de Rugby League División C de 2011 fue la cuarta edición del torneo de tercera división europeo de Rugby League.

## Equipos
- Hungría
- República Checa

## Posiciones
| Equipo          | Encuentros | Encuentros | Encuentros | Encuentros | Tantos  | Tantos    | Tantos     | Puntos |
| Equipo          | jugados    | ganados    | empatados  | perdidos   | a favor | en contra | diferencia | Puntos |
| --------------- | ---------- | ---------- | ---------- | ---------- | ------- | --------- | ---------- | ------ |
| República Checa | 1          | 1          | 0          | 0          | 38      | 16        | +22        | 2      |
| Hungría         | 1          | 0          | 0          | 1          | 16      | 38        | -22        | 0      |

### Partidos
| 23 de julio | Hungría | 16 - 38 | República Checa |  |  |

| Bandera de República Checa |
| Campeón República Checa    |
| Primer título              |